# Liste des ponts de New York
Cet article dresse une liste des ponts de New York, avec l'année de construction, la longueur en mètre de chaque pont et le nom du cours d'eau traversé. La ville de New York est divisée en 5 arrondissements (Bronx, Brooklyn, Manhattan, Queens et Staten Island), reliés entre eux par des ponts et des tunnels.

## Liste des ponts de New York
| Nom                                        | Traverse              | Relie                              | Fini en | Longueur mètres | Image                                      |
| ------------------------------------------ | --------------------- | ---------------------------------- | ------- | --------------- | ------------------------------------------ |
| Pont de Brooklyn                           | East River            | Brooklyn - Manhattan               | 1883    | +01 825,        | Brooklyn Bridge depuis Fulton Landing Park |
| Pont de Manhattan                          | East River            | Brooklyn - Manhattan               | 1912    | +02 090,        | Manhattan Bridge from Fulton Landing Park  |
| Pont de Williamsburg                       | East River            | Brooklyn - Manhattan               | 1906    | +02 227,        | Pont de Williamsburg                       |
| Pont de Queensboro                         | East River            | Long Island - Manhattan            | 1909    | +01 135,        | Queensboro Bridge depuis Long Island City  |
| Pont Robert F. Kennedy (Triborough Bridge) | East River            | Queens - Ward's Island - Manhattan | 1935    | +00847,         | Triborough Bridge et Hell Gate Bridge      |
| Hell Gate Bridge                           | East River            | Queens - Ward's Island - Manhattan | 1916    | +00310,         | Hell Gate Bridge                           |
| Pont de Bronx–Whitestone                   | East River            | Bronx - Queens                     | 1939    | +01 149,        | Bronx–Whitestone Bridge                    |
| Pont de Throgs Neck                        | East River            | Bronx - Queens                     | 1961    | +00887,         |                                            |
| Pont de Rikers Island                      | Rikers Island Channel | Queens - Rikers Island             | 1978    | +01 300,        |                                            |
| Pont de Third Avenue                       | Harlem River          | Bronx - Manhattan                  | 1898    | +00106,         | Third Avenue Bridge                        |
| Pont de Park Avenue                        | Harlem River          | Bronx - Manhattan                  | 1867    | +00100,         | Third Avenue Bridge                        |
| Alexander Hamilton Bridge                  | Harlem River          | Bronx - Manhattan                  | 1964    | +00724,         | Third Avenue Bridge                        |
| Washington Bridge                          | Harlem River          | Bronx - Manhattan                  | 1888    | +00724,         | Washington Bridge                          |
| Macombs Dam Bridge                         | Harlem River          | Bronx - Manhattan                  | 1895    | +00408,         | Washington Bridge                          |
| Henry Hudson Bridge                        | Harlem River          | Bronx - Manhattan                  | 1936    | +00673,         | Henry Hudson Bridge                        |
| Pont George-Washington                     | Hudson                | Fort Lee (NJ) - Manhattan          | 1931    | +01 067,        | Pont George-Washington                     |
| Pont Verrazano-Narrows                     | Lower New York Bay    | Staten Island - Brooklyn           | 1964    | +02 270,        | Pont Verrazano-Narrows                     |
| Kosciuszko Bridge                          | Newtown Creek         | Queens - Brooklyn                  | 1931    | +01 939,        | Kosciuszko Bridge                          |
| Pulaski Bridge                             | Newtown Creek         | Queens - Brooklyn                  | 1954    | +00860,         | Pulaski Bridge                             |
| Pont de Bayonne                            | Kill Van Kull         | Staten Island - Bayonne (NJ)       | 1931    | +01 760,        | Bayonne Bridge                             |